# Piotr Małecki
Piotr Paweł Małecki – polski ekonomista, doktor habilitowany nauk ekonomicznych, profesor na Uniwersytecie Ekonomicznym w Krakowie, specjalista od ekonomiki ochrony środowiska.

## Kariera naukowa
W 1990 roku został zatrudniony na Uniwersytecie Ekonomicznym w Krakowie, gdzie w 2002 roku na jego Wydziale Ekonomii i Stosunków Międzynarodowych uzyskał stopień doktora nauk ekonomicznych na podstawie rozprawy pt. Straty ekologiczne powodowane zasoleniem Wisły w regionie krakowskim, której promotorem był Kazimierz Górka. W 2013 roku Wydział Finansów i Prawa tej samej uczelni nadał mu stopień doktora habilitowanego nauk ekonomicznych na podstawie pracy pt. System opłat i podatków ekologicznych w Polsce na tle rozwiązań w krajach OECD.